# Organisation mondiale de la santé animale
 (août 2024).
L'Organisation mondiale de la santé animale (OMSA), anciennement Office international des épizooties (OIE), est une organisation intergouvernementale fondée en 1924, chargée d'améliorer la santé et le bien-être animal dans le monde. Elle coordonne, soutient et encourage la lutte contre les maladies animales. Son siège se trouve à Paris, en France, et elle dispose de cinq bureaux régionaux.
À travers une veille scientifique et épidémiologique, l'OMSA a pour but d'encourager « la solidarité internationale pour contrôler les risques sanitaires au niveau mondial », selon une approche qui prend en compte les interdépendances entre la santé animale, la santé humaine et l'environnement (One Health).
L'OMSA est reconnue par l'Organisation mondiale du commerce (OMC) comme référence internationale pour un commerce sûr des animaux et des produits d'origine animale en matière de risques liés aux maladies animales et aux zoonoses.
En mai 2023, l'OMSA compte 183 pays membres. Elle entretient des relations avec plus de 70 organisations partenaires. Son siège est à Paris et ses langues de travail sont l'anglais, l'espagnol et le français.
En mai 2024, les Délégués de l’OMSA ont élu la Dre Emmanuelle Soubeyran comme la nouvelle Directrice générale de l’Organisation mondiale de la santé animale.

## Histoire

### Création
Cet organisme fut créé par l'Arrangement international le 25 janvier 1924 sous le nom d'Office international des épizooties à la suite de l'épizootie de peste bovine survenue en Belgique en 1920, du fait de l'importation de zébus en provenance d'Asie du Sud et destinés au Brésil. Créé indépendamment de la Société des Nations, l'OIE a toutefois dès l'origine instauré une coopération étroite et suivie avec cette dernière[réf. nécessaire].

### Seconde Guerre mondiale
L'OIE faillit cependant disparaître après la Seconde Guerre mondiale lorsque l'ONU créa la FAO en 1946 et l'Organisation mondiale de la santé (OMS) en 1948, dont les compétences empiétaient largement sur celles de l'OIE[réf. nécessaire]. Des accords officiels furent signés par la suite avec la FAO en 1952 et avec l'OMS en 1960.
Après la guerre, l'existence de l'OIE a été contestée dans un premier temps par la création par les Nations unies de l'Organisation des Nations unies pour l'alimentation et l'agriculture (FAO) en 1946 et de l'Organisation mondiale de la santé (OMS) en 1948, deux agences spécialisées recouvrant en partie les objectifs de l'OIE. Cependant, l'opposition de nombreux membres et délégués de l'OIE, lorsque la question a été soulevée en 1946 puis en 1951, a permis de sauvegarder les fonctions de l'Organisation[réf. nécessaire].

### Accords
Avant 1960, l'OIE avait déjà signé un accord officiel avec la FAO en 1952 et apporté son soutien aux premières tentatives d'harmonisation de la législation sur la santé animale au sein de la Communauté européenne après la signature du Traité de Rome en 1957. En 1960, un accord officiel était signé entre l'OIE et l'OMS[réf. nécessaire].
Les années 1990 furent marquées par la signature de plusieurs accords entre l'OIE et des organisations à travers le monde. En 1998, l'OIE a accepté une coopération formelle avec l'Organisation mondiale du commerce. L'Accord sur l'application des mesures sanitaires et phytosanitaires, également connu sous le nom d'Accord SPS, a clairement défini l'OIE comme l'organisation de référence pour la santé animale et les zoonoses, dont les Membres sont ainsi tenus de s’appuyer sur les normes, les lignes directrices et les recommandations internationales pour prendre des mesures sanitaires ou phytosanitaires.
À la suite de cela, les gouvernements n'ont pas tardé à comprendre l'importance de l'Organisation. Entre 1990 et 1999, 41 pays sont devenus Membres. Créées entre 1991 et 1999, les Représentations régionales, pour l'Asie et le Pacifique (1971, puis 1991), l'Europe de l'Est (1994), les Amériques (1997), et enfin le Moyen-Orient (1999) et l'Afrique (1999) ont permis à l'Organisation de rester à l'écoute des défis auxquels sont confrontés ses Membres[réf. nécessaire].

### Changement de nom
En mai 2003, l'OIE est renommée « Organisation mondiale de la santé animale », tout en conservant son acronyme historique OIE. Au cours de cette décennie, l'OIE a conclu de nombreux accords avec diverses organisations et agences, en plus d'un nouvel accord avec l'OMS en 2002, et notamment avec la Banque mondiale et l'Association vétérinaire mondiale[réf. nécessaire].
2010 à 2020 : Eradication de la peste bovine et collaboration accrue avec ses partenaires
En 2011, les Délégués nationaux des Membres de l'OIE ont adopté à l'unanimité une résolution reconnaissant officiellement, à la suite d'un contrôle approfondi mené par l'OIE avec le soutien de la FAO, que les 198 pays et territoires comptant des animaux sensibles à la peste bovine étaient indemnes de la maladie[réf. nécessaire].
Après avoir célébré le 85e anniversaire de sa création l'année précédente, l'OIE a adopté son 5e Plan stratégique, établissant une feuille de route pour ses missions mondiales en matière de santé et de bien-être des animaux pour la période 2011-2015. Ce plan visait à poursuivre les principales priorités définies dans les plans précédents tout en se focalisant davantage sur les activités liées à la sécurité alimentaire, à la réduction de la pauvreté et à la santé animale, ainsi qu'à la santé publique vétérinaire. En outre, l'OIE a mis l'accent sur le concept « Une seule santé », en coopération avec ses organisations partenaires[réf. nécessaire].  
En janvier 2017, le gouvernement du président sortant Obama a désigné l'OIE comme organisation pouvant bénéficier de la loi sur l'immunité des organisations internationales International Organizations Immunities Act.  
En mars 2022, l'Organisation des Nations unies pour l'alimentation et l'agriculture (FAO), l'Organisation mondiale de la santé animale (OMSA), le Programme des Nations unies pour l'environnement (PNUE) et l'Organisation mondiale de la santé (OMS) ont signé un accord inédit visant à renforcer la coopération à l'ère du concept « Une seule santé », afin d'équilibrer et d'optimiser durablement la santé des êtres humains, des animaux, des plantes et de l'environnement.
En mai 2022, l'organisation a dévoilé une nouvelle identité de marque et un nouveau logo et a complété l'utilisation de son nom complet par l'acronyme WOAH (OMSA en français et en espagnol), cessant d'utiliser son acronyme historique OIE.  
L'OMSA compte en 2023 183 pays et territoires membres.

## Objectifs

### Orientation générale
L'OMSA œuvre à l'amélioration de la santé et du bien-être des animaux dans le monde entier, et ce, de plusieurs manières. Tout d'abord, l'organisation surveille l'apparition de maladies animales chez les animaux terrestres et aquatiques, qu'ils soient domestiques ou sauvages, afin de pouvoir agir avant que la situation ne mette en péril la santé et le bien-être des animaux, la santé publique ou les moyens de subsistance.  
En recueillant, en analysant et en diffusant des informations scientifiques vétérinaires par le biais de ses normes, initiatives mondiales et publications, l'OMSA collabore avec un large réseau humain et dispose d'une base de connaissances approfondie et d'un important réservoir de sources d'information. L'Organisation veille également à ce que ses Membres disposent des outils et des capacités nécessaires pour équiper leurs Services vétérinaires et répondre aux menaces que représentent les maladies animales.

### Garantir la transparence sur la situation en matière de maladies animales dans le monde
Parmi les principaux objectifs de l'OMSA figurent le renforcement de la transparence, l'élaboration de politiques clairement structurées, l'augmentation des ressources destinées à l'appui aux Membres, le renforcement des partenariats, ainsi que la notification et la surveillance des maladies dans le monde et l'échange d'informations via son Système mondial d’information zoosanitaire (WAHIS pour l'anglais World Animal Health Information System), le système d'information sanitaire de l'Organisation, et la base de données associée WAHID,.

### Diffuser des informations détaillées sur les événements concernant les maladies animales
La diffusion rapide des informations est essentielle pour endiguer les foyers. L'interface de la base de données mondiale WAHID permet d'accéder à toutes les données contenues dans le système WAHIS. Cette interface fournit un accès aux notifications immédiates sur les maladies animales et permet aux Membres de l'Organisation de partager des rapports de suivi en réponse à des événements exceptionnels de maladies survenant dans leurs pays ou territoires.

## Structure organisationnelle
L'OMSA fonctionne sous l'autorité d'une Assemblée mondiale de Délégués nommés par les Gouvernements des Membres. L'Organisation est placée sous la responsabilité d'un Directeur général élu par l'Assemblée mondiale des Délégués. Les Résolutions sont adoptées par le Comité international et élaborées avec le soutien des Commissions élues par les Délégués. Elles sont mises en œuvre au niveau du siège de l'OMSA.
L'Assemblée mondiale des Délégués
Comprenant 183 Délégués, l'Assemblée mondiale des Délégués est la plus haute autorité de l'OMSA. Les Délégués représentant tous les Membres se réunissent au moins une fois par an, et une Session générale de l'Assemblée, d'une durée de cinq jours, se tient chaque année au mois de mai à Paris. Les Sessions générales annuelles sont l'occasion pour les Délégués de voter sur des questions majeures en rapport avec les maladies animales et la santé animale, notamment sur les questions liées au commerce international.
Conseil
Le Conseil de l'OMSA se réunit au moins deux fois par an pour examiner les questions techniques et administratives, telles que le programme de travail et les budgets qui seront présentés à l'Assemblée. Le Conseil est composé du Président de l'Assemblée mondiale des Délégués, du Vice-président, du Président sortant et de six Délégués représentant toutes les régions. Le Conseil est actuellement présidé par la Docteure Susana Pombo, du Portugal.
Directeur général
Huit Directeurs généraux se sont succédé à la tête de l'OMSA depuis sa création.
| Nom                      | Nationalité | Années      |
| ------------------------ | ----------- | ----------- |
| Dr Emmanuel Leclainche   | française   | 1927 - 1949 |
| Dr Gaston Ramon          | française   | 1949 - 1959 |
| Dr René Vittoz           | française   | 1959 - 1980 |
| Dr Louis Blajan          | française   | 1980 - 1990 |
| Dr Jean Blancou          | française   | 1990 - 2000 |
| Dr Bernard Vallat        | française   | 2000 - 2016 |
| Dre Monique Eloit        | française   | 2016 - 2024 |
| Dre Emmanuelle Soubeyran | française   | 2024 - 2029 |

## Siège

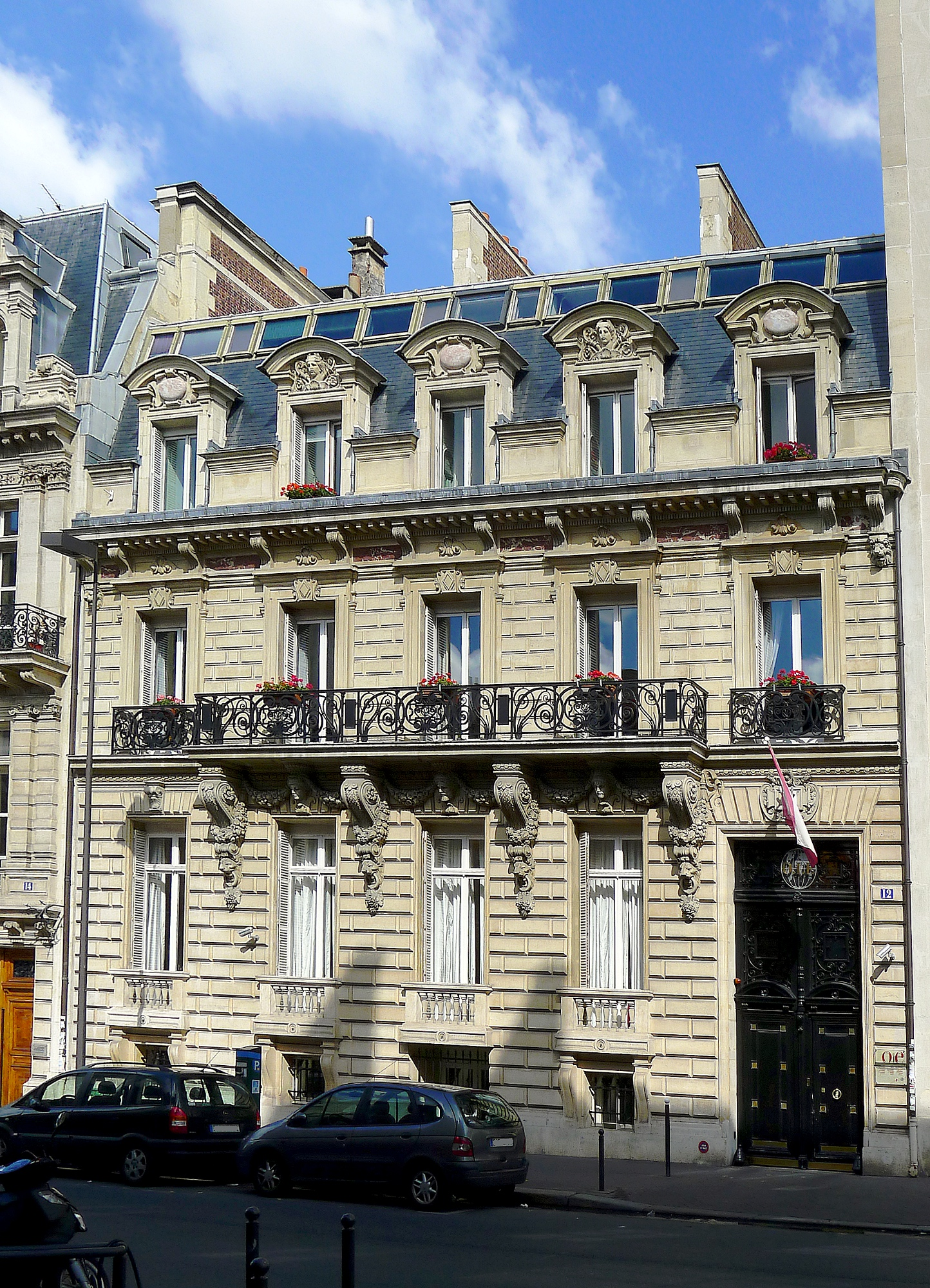
Le siège de l'OMSA à Paris.

Le siège de l'OMSA se trouve à Paris, dans le 17e arrondissement. Initialement, le siège de l'Organisation était situé près du Champ de Mars et de la tour Eiffel, dans des locaux mis à disposition par le Conseil Supérieur d'Hygiène Publique de France.
Le bâtiment lui-même a été construit en 1879 par l'architecte Jean-Louis Pascal pour le baron autrichien Jonas Königswater. Le bâtiment, de style néo-Renaissance, a été rénové par les Directeurs généraux élus après le Dr Leclainche : Gaston Ramon, René Vittoz, Louis Blajan, Jean Blancou et Bernard Vallat.
Du fait de la Seconde Guerre mondiale, le siège de l'Organisation a été temporairement fermé et mis sous scellés en juin 1940 par les forces d'occupation allemandes à Paris. Les Sessions générales n'ont eu lieu de nouveau qu'en 1946, lorsque le siège a été rouvert par Flückiger, qui avait été élu président en 1939.  
En raison de son développement, l'Organisation a acquis en 2009 l'immeuble voisin, situé au 14 rue de Prony.

### Représentations régionales
L'OMSA dispose également de représentations en Afrique, dans les Amériques, en Asie et dans le Pacifique, en Europe et au Moyen-Orient. Ces représentations proposent des services aux membres de l'OMSA afin de renforcer la surveillance et la lutte contre les maladies animales dans les régions concernées.  
Ces représentations se trouvent aux endroits suivants : 
Afrique 
| Rôle                                                                           | Représentation | Ville    |
| Représentation régionale pour l'Afrique                                        | Mali           | Bamako   |
| Représentation sous-régionale pour l'Afrique australe                          | Botswana       | Gaborone |
| Représentation sous-régionale pour l'Afrique du Nord                           | Tunisie        | Tunis    |
| Représentation sous-régionale pour l'Afrique de l'Est et la Corne de l'Afrique | Kenya          | Nairobi  |

Amériques 
| Rôle                                                   | Pays      | Ville        |
| Représentation régionale pour les Amériques            | Argentine | Buenos Aires |
| Représentation sous-régionale pour l'Amérique centrale | Panama    | Panama City  |

Asie et Pacifique 
| Rôle                                                 | Pays      | Ville   |
| Représentation régionale pour l'Asie et le Pacifique | Japon     | Tokyo   |
| Représentation sous-régionale pour l'Asie du Sud-Est | Thaïlande | Bangkok |

Europe 
| Rôle                                               | Pays       | Ville      |
| Représentation régionale à Moscou                  | Russie     | Moscou     |
| Représentation sous-régionale à Bruxelles          | Belgique   | Bruxelles  |
| Représentation sous-régionale pour l'Asie centrale | Kazakhstan | Nur-Sultan |

Moyen-Orient 
| Rôle                                                 | Pays                | Ville     |
| Représentation régionale pour le Moyen-Orient        | Liban               | Beyrouth  |
| Représentation sous-régionale pour le Golfe arabique | Émirats arabes unis | Abu Dhabi |

## Commissions spécialisées
Les Commissions spécialisées collaborent avec son réseau scientifique mondial et sont chargées de la reconnaissance officielle du statut zoosanitaire. Elles apportent également des conseils en matière d'épidémiologie, de prévention et de lutte contre les maladies animales.
L'OMSA compte quatre Commissions spécialisées : la Commission des normes sanitaires pour les animaux aquatiques, la Commission des normes biologiques, la Commission scientifique pour les maladies animales et la Commission des normes sanitaires pour les animaux terrestres.  
Créée en 1960, la Commission des normes sanitaires pour les animaux aquatiques est chargée de superviser les évolutions du Code sanitaire pour les animaux aquatiques, en veillant à ce que les codes aquatiques reflètent les informations scientifiques actuelles. Composée de spécialistes de renommée internationale élus par l'Assemblée mondiale des Délégués, la Commission émet des conseils sur le diagnostic, la prévention et le contrôle des maladies aquatiques et joue le rôle de point focal pour l'échange d'informations concernant les maladies aquatiques.
Chargée d'approuver les méthodes de diagnostic des maladies animales, la Commission des normes biologiques travaille à l'élaboration de normes internationales pour les tests de diagnostic en laboratoire et les vaccins pour les maladies animales de mammifères, d'oiseaux et d'abeilles figurant sur la liste de l'OMSA. La Commission scientifique, quant à elle, examine les demandes volontaires des Membres de l'Organisation concernant le statut zoosanitaire d'une maladie spécifique.

### Commissions régionales
L'OMSA dispose de cinq Commissions régionales dont le rôle est d'exprimer les préoccupations de ses Membres situés dans les différentes régions du monde. Ces Commissions sont chargées d'étudier les programmes de lutte contre les principales épizooties et d'organiser la coordination des Services vétérinaires. Les Commissions régionales de l'OMSA couvrent actuellement les régions de l'Afrique, des Amériques, de l'Asie, de l'Extrême-Orient et de l'Océanie, de l'Europe et du Moyen-Orient.
Afrique
| Rôle                                                    | Pays    | Ville    |
| Présidence Commission régionale pour l'Afrique          | Congo   | Kinshasa |
| Vice-présidence Commission régionale pour l'Afrique     | Sénégal | Dakar    |
| Vice-présidence Commission régionale pour l'Afrique     | Namibie | Windhoek |
| Secrétariat général Commission régionale pour l'Afrique | Ouganda | Entebbe  |

Amériques
| Rôle                                                        | Pays                  | Ville        |
| Présidence Commission régionale pour les Amériques          | Nicaragua             | Managua      |
| Vice-présidence Commission régionale pour les Amériques     | Argentine             | Buenos Aires |
| Vice-présidence Commission régionale pour les Amériques     | Curaçao               | Willemstad   |
| Secrétariat général Commission régionale pour les Amériques | États-Unis d'Amérique | Richmond     |

Asie et Pacifique
| Rôle                                                                 | Pays             | Ville       |
| Présidence Commission régionale pour l’Asie et le Pacifique          | Chine            | Qingdao     |
| Vice-présidence Commission régionale pour l’Asie et le Pacifique     | Nouvelle-Zélande | Wellington  |
| Vice-présidence Commission régionale pour l’Asie et le Pacifique     | Japon            | Tokyo       |
| Secrétariat général Commission régionale pour l’Asie et le Pacifique | Myanmar          | Nay Pyi Taw |

Europe
| Rôle                                                   | Pays       | Ville     |
| Présidence Commission régionale pour l’Europe          | Lettonie   | Riga      |
| Vice-présidence Commission régionale pour l’Europe     | Autriche   | Vienne    |
| Vice-présidence Commission régionale pour l’Europe     | Monténégro | Podgorica |
| Secrétariat général Commission régionale pour l’Europe | Géorgie    | Tbilissi  |

### Groupesad hoc, Laboratoires de référence et Centres collaborateurs
Par ailleurs, des groupes ad hoc convoqués à l'initiative du Directeur général émettent des avis d'experts sur des sujets clés. Les groupes de travail étudient également les évolutions dans leur propre domaine et l'OMSA dispose d'un réseau de Centres collaborateurs qui apportent leur expertise scientifique et leur appui à l'OMSA et à ses Membres.
De même, des laboratoires de référence sont nommés pour étudier des problématiques scientifiques et techniques liées à certaines maladies. Ces laboratoires de référence dispensent une formation scientifique et technique au personnel des Membres et coordonnent des études scientifiques et techniques en collaboration avec d'autres laboratoires ou organisations.

## États membres par continents

### Afrique
- Afrique du Sud
- Algérie
- Angola
- Bénin
- Botswana
- Burkina Faso
- Burundi
- Cameroun
- Cap-Vert
- République centrafricaine
- Comores
- République du Congo
- République démocratique du Congo
- Côte d'Ivoire
- Djibouti
- Égypte
- Érythrée
- Éthiopie
- Gabon
- Gambie
- Ghana
- Guinée
- Guinée-Bissau
- Guinée équatoriale
- Kenya
- Lesotho
- Liberia
- Libye
- Madagascar
- Malawi
- Mali
- Maroc
- Maurice
- Mauritanie
- Mozambique
- Namibie
- Niger
- Nigeria
- Ouganda
- Rwanda
- Sao Tomé-et-Principe
- Sénégal
- Seychelles
- Sierra Leone
- Somalie
- Soudan
- Soudan du Sud
- Eswatini
- Tanzanie
- Tchad
- Togo
- Tunisie
- Zambie
- Zimbabwe

### Amérique
- Argentine
- Bahamas
- Barbade
- Belize
- Bolivie
- Brésil
- Canada
- Chili
- Colombie
- Costa Rica
- Cuba
- République dominicaine
- Équateur
- États-Unis
- Guatemala
- Guyana
- Haïti
- Honduras
- Jamaïque
- Mexique
- Nicaragua
- Panama
- Paraguay
- Pérou
- Salvador
- Suriname
- Trinité-et-Tobago
- Uruguay
- Venezuela

### Asie
- Afghanistan
- Arabie saoudite
- Arménie
- Azerbaïdjan
- Bahreïn
- Bangladesh
- Bhoutan
- Birmanie
- Brunei
- Cambodge
- Chine
- Corée du Nord
- Corée du Sud
- Émirats arabes unis
- Géorgie
- Inde
- Indonésie
- Irak
- Iran
- Israël
- Japon
- Jordanie
- Kazakhstan
- Kirghizistan
- Koweït
- Laos
- Liban
- Malaisie
- Maldives
- Mongolie
- Népal
- Oman
- Ouzbékistan
- Pakistan
- Philippines
- Qatar
- Singapour
- Sri Lanka
- Syrie
- Tadjikistan
- Taïwan
- Thaïlande
- Timor oriental
- Turkménistan
- Turquie
- Viêt Nam
- Yémen

### Europe
- Albanie
- Allemagne
- Andorre
- Autriche
- Biélorussie
- Belgique
- Bosnie-Herzégovine
- Bulgarie
- Chypre
- Croatie
- Danemark
- Espagne
- Estonie
- Finlande
- France
- Grèce
- Hongrie
- Irlande
- Islande
- Italie
- Lettonie
- Liechtenstein
- Lituanie
- Luxembourg
- Macédoine du Nord
- Malte
- Moldavie
- Monténégro
- Norvège
- Pays-Bas
- Pologne
- Portugal
- Roumanie
- Royaume-Uni
- Russie
- Saint-Marin
- Serbie
- Slovaquie
- Slovénie
- Suède
- Suisse
- Tchéquie
- Ukraine

### Océanie
- Australie
- Fidji
- États fédérés de Micronésie
- Nouvelle-Calédonie
- Nouvelle-Zélande
- Papouasie-Nouvelle-Guinée
- Vanuatu